# کیلوینینگ
latitudeکیلوینینگlongitudeکیلوینینگ
کیلوینینگ (به انگلیسی: Kilwinning) یک منطقهٔ مسکونی در اسکاتلند است که در ایرشر شمالی واقع شده است.

## خصوصیات
کیلوینینگ ۱۸٬۶۹۳ نفر جمعیت دارد.